# Wild Nothing
Wild Nothing é uma banda estado-unidense de indie rock e dream pop, formada no ano de 2009 em Blacksburg, Virgínia, por Jack Tatum.

## Biografia
A banda foi formada por Jack Tatum, um músico originário de Blacksburg, Virgínia, e ex-integrante dos grupos Jack and the Whale e FACEPAINT. Começou a gravar sob o nome Wild Nothing no verão de 2009 e seu primeiro single foi Summer Holiday, lançado pela Captured Tracks no mesmo ano. Seu álbum de estreia intitulado Gemini foi lançado na primavera de 2010.

## Discografia

### Álbuns de estúdio
| Gemini                                                                                      | - Lançado: 25 de maio de 2010 - Editora discográfica: Captured Tracks - Formato(s): CD, LP, descarga digital | —   | —  | — | —  | —  | —   |
| Nocturne                                                                                    | - Lançado: 28 de agosto de 2012 - Editora: Captured Tracks - Formato(s): CD, LP, descarga digital            | 113 | 23 | 1 | 21 | 34 | 23  |
| Life of Pause                                                                               | - Lançado: 19 de fevereiro de 2016 - Editora: Captured Tracks - Formato(s): CD, LP, descarga digital         | 170 | 16 | 2 | 10 | 23 | 195 |
| Indigo                                                                                      | - Lançado: 31 de agosto de 2018 - Editora: Captured Tracks - Formato(s): CD, LP, descarga digital            | —   | —  | — | —  | —  | —   |
| "—" denota um lançamento que não entrou na parada musical, ou não foi lançado naquele país. | |     |    |   |    |    |     |

### Extended plays
| Evertide                                                                                    | - Lançado: 26 de junho de 2010 - Editora: Warmest Chord - Formato(s): Descarga digital            | — | —  |
| Golden Haze                                                                                 | - Lançado: 28 de agosto de 2012 - Editora: Captured Tracks - Formato(s): CD, LP, descarga digital | — | —  |
| Empty Estate                                                                                | - Lançado: 14 de maio de 2013 - Editora: Captured Tracks - Formato(s): CD, LP, descarga digital   | 8 | 41 |
| "—" denota um lançamento que não entrou na parada musical, ou não foi lançado naquele país. |                                                                                                   |   |    |

### Singles
- "Summer Holiday" (2009, Captured Tracks CT-035)
- "Cloudbusting" (2009, Captured Tracks CT-049)
- "Nowhere" (2012, Captured Tracks CT-137)
- "Shadow" (2012, Captured Tracks CT-157)
- "A Dancing Shell" (2013, Captured Tracks CT-174)
- "To Know You"/"TV Queen" (2015, Captured Tracks)
- "TV Queen" (2015, Captured Tracks)
- "Reichpop" (2016, Captured Tracks)
- "Life of Pause" (2016, Captured Tracks)
- "A Woman's Wisdom" (2016, Captured Tracks)
- "Letting Go" (2018, Captured Tracks)
- "Partners in Motion" (2018, Captured Tracks)
- "Shallow Water" (2018, Captured Tracks)
- "Canyon on Fire" (2018, Captured Tracks)
- "Blue Wings" (2019, Captured Tracks)